# Þórólfur Þorsteinsson
Þórólfur Þorsteinsson (Thorolfur Thorsteinsson, nórdico antigo: Þórólfr smjör, n. 818) foi um explorador víquingue e bóndi da Islândia. Era filho de Þorsteinn Grímsson  e, por conseguinte, neto de Grímur Kamban. Þórólfur foi um dos primeiros colonizadores da Islândia proveniente das Ilhas Faroé.
O seu apelido Smjör deve-se ao seu próprio optimismo enquanto explorava as costas islandesas em conjunto com Hrafna-Flóki Vilgerðarson, dizendo a todos que lhe perguntavam que «a manteiga se colocava sobre cada arbusto na terra que havia explorado».
Þórólfur aparece mencionado como personagem histórico na saga de Njál e na saga Harðar ok Hólmverja.
O seu filho Auðunn rotinn Þórólfsson  foi um dos primeiros colonizadores na zona de Eyjafjörður.